# Феодора Кантакузина
Феодора Кантакузина (около 1340 — не ранее 1390) — императрица Трапезунда, супруга императора Трапезунда Алексея III.

## Жизнь

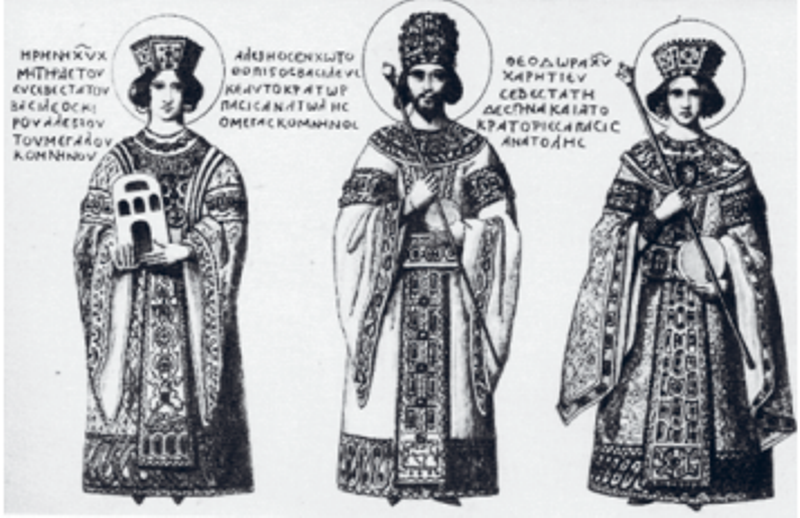
Копия фрески Шарля Тексье из монастыря Теоскепастос: в центре – Алексей III, по левую руку от него – супруга Феодора Кантакузина, по правую – мать Ирина

Феодора считается дочерью севастократора Никифора Кантакузина. О личности её матери ничего неизвестно.
Супругу для нового императора Трапезунда, Алексея III, нашли в Константинополе, когда туда отправили свергнутого императора Михаила. По всей видимости, византийский император Иоанн VI участвовал в поиске невесты для своего родственника, «поскольку найденная жена была дочерью его двоюродного брата». Феодора приехала в Трапезунд 3 сентября 1351 года, а 28 сентября она вышла замуж за Алексея. Её новому мужу оставалась неделя до тринадцатого дня рождения; считается, что Феодоре было примерно столько же.
Главным источником сведений о её жизни в качестве императрицы главным образом является лаконичная хроника Михаила Панарета. В его летописи Феодора упоминается по имени шесть раз, включая записи о её браке и смерти; в два раза больше она упоминается по титулу — деспотина; в записях о рождении двух сыновей Алексея её имя опущено. Она сопровождала Алексея в походе против Иоанна Цзанича и подавил его восстание в марте 1352 года; она была с Алексеем и его матерью Ириной, когда в 1355 году он снарядил флот против мятежного мегадуки Никиты Схолария; она снова сопровождала обоих, когда они бежали от вспышки Чёрной смерти в Трапезунде в марте 1362 года; и с Алексеем и его матерью она присутствовала на свадьбе своей дочери Анны в июне 1367 года. Единственное упоминание Панарета о Феодоре, которое не может быть объяснено её ролью супруги или императрицы — участие в похоронной процессии незаконнорождённого сына Алексея, Андроника, вместе со своей соперницей и матерью покойного; Андроник умер после необъяснимого падения из цитадели 14 марта 1376 года.
Алексей умер 20 марта 1390 года. Феодора пережила его, удалившись в монастырь в Константинополе. Вероятно, именно она была монахиней «Феодосией Кантакузиной», которую Патриарх Матфей I назвал «покойной императрицей Востока» в документе от 14 июня, касающемся денег, на которые монахиня завещала построить в городе хоспис.

## Дети
У Феодоры было семеро детей:
- Анна (1357 — после 1406), вышла замуж за царя Грузии Баграта V
- Василий (сентябрь 1358—1377)
- Мануил III (1364—1417), император 1390—1416 годах
- Евдокия, вышла замуж за Таджеддина, эмира Лимнии 8 октября 1379 года[9]
- дочь, вышла замуж за Сулеймана Бека, эмира Халибов
- дочь, вышла замуж за Мутаххартена, эмира Эрзинджана
- дочь, вышла замуж за Кара Османа, вождя Ак-Коюнлу